# Otorrinolaringologia

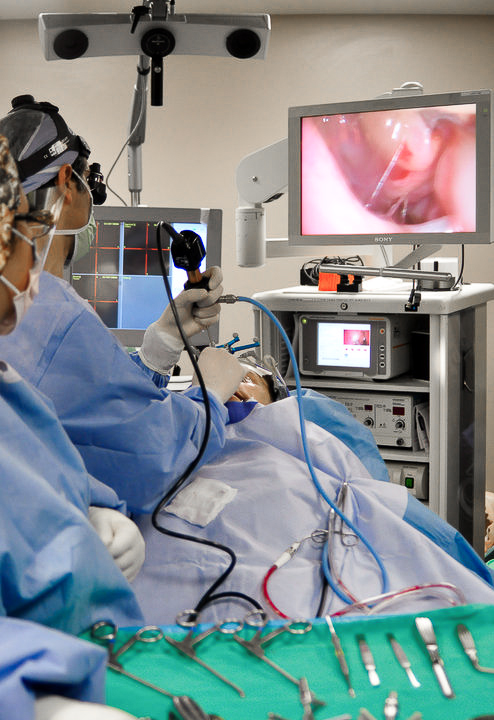
Otorrinolaringologia

L'otorrinolaringologia és l'especialitat mèdica que estudia i treballa sobre l'orella, el nas i la gola.
S'acostuma a relacionar, a més, amb problemes bucals (no dentals ni linguals), faringe-laringe, i totes les funcions o patologies auditives i del nas. Dins del mateix camp de l'otorrinolaringologia existeixen una sèrie de subespecialitats encarregades d'estudiar específicament determinades patologies pròpies de cada especialitat.
- Rinologia: estudia afeccions nasals, especialment processos al·lèrgics.
- Laringologia: estudia afeccions i alteracions de la laringe.
- Otoneurologia: s'encarrega de l'estudi de patologies associades a processos vertiginosos, com la síndrome de Ménière, otosclerosi i altres patologies relacionades amb l'equilibri, així com alteracions secundàries d'audició.
- Foniatria: tracta les afeccions relacionades amb alteracions de la veu, com ara afonies, disfonies i d'altres.
- Logopèdia: tracta les alteracions en l'articulació de la parla.
- Audiologia: estudia les alteracions relacionades amb l'audició, especialment sordesa i hipoacúsies (perceptiva i receptiva).

## Etimologia
El terme és una combinació dels prefixes neollatins oto-, rhino- i laryngo- i el sufix -logia, també neollatí, derivats de quatre mots grecs: οὖς ous (gen.: ὠτός otos), "orella", ῥίς rhis, "nas", λάρυγξ laringe, "laringe" i -λογία logia, "estudi". (cf. Greek ωτορινολαρυγγολόγος, "otorhinolaryngologist").

## Malalties
Algunes de les malalties més freqüents incloses en l'àmbit de l'especialitat són: otitis, incloent otitis externa, otitis mitjana i les seves complicacions, traumatismes de l'oïda, laberintitis, hipoacúsia, vertigen, malaltia de Ménière, neurinoma de l'acústic, epistaxis, rinitis, amigdalitis i les seves complicacions, sinusitis i les seves complicacions, tumors de nas i sins paranasals, faringitis, adenoides, tumors de la rinofaringe, laringitis, càncer de laringe i cossos estranys de les vies aèries superiors.

## Otorrinolaringòlegs destacats
- Joan Bartual Moret